# Paavo Nurmi
  Paavo Nurmi    (Turku, 13 de juny de 1897 - Hèlsinki, 2 d'octubre de 1973) fou un atleta finlandès especialitzat en curses de mitja i llarga distància. Va coincidir amb una magnífica generació de fondistes finlandesos com Hannes Kolehmainen o Ville Ritola i atletes d'altres disciplines que convertiren a Finlàndia en la major potència europea del seu temps en aquest esport. Per la seva banda, Nurmi és considerat pels seus triomfs (nou cops campió olímpic) i les seves marques (vint-i-dos rècords del món) com el millor corredor de tots els temps en distàncies llargues. A més a més, és l'atleta amb més medalles d'or olímpiques juntament amb Carl Lewis i, fins que Michael Phelps el va superar a Beijing 2008, era l'esportista que més en tenia, amb les mateixes nou de Lewis, Mark Spitz i Larissa Latínina.

## Biografia
Nurmi va nàixer en una família humil a la ciutat costanera de Turku. El 1903, la família Nurmi es va traslladar de Raunístula a un apartament de 40 metres quadrats al centre de Turku, on Paavo Nurmi viuria fins al 1932. El seu pare va morir quan ell tenia 13 anys, per la qual cosa el jove Nurmi va haver de deixar l'escola i ficar-se a treballar per tal d'ajudar la seva família. Paral·lelament, ja havia participat en alguna cursa de fons, deixant paleses les seves grans condicions superant a xiquets més grans que ell. Els èxits de Hannes Kolehmainen van estendre la fama de les carreres de fons per tota Finlàndia i van donar el definitiu aspecte a Nurmi, que va entrar a formar part del Turun Urheiluliitto, un club poliesportiu de la seva ciutat natal al qual va romandre tota la seva vida esportiva. Allí començà a entrenar-se seguint els seus propis mètodes i amb una dieta basada estrictament en els vegetals i el peix.
Durant la guerra civil finlandesa el 1918, Nurmi es va mantenir políticament passiu i es va concentrar en el seu treball i les seves ambicions olímpiques. Després de la guerra, va decidir no unir-se a la recentment fundada Federació d'Esports Obrers de Finlandia, però va escriure articles per a l'òrgan principal de la federació i va criticar la discriminació contra molts dels seus companys de treball i esportistes.

### Trajectòria esportiva
A l'exèrcit, Nurmi va impressionar ràpidament a les competicions atlètiques: mentre altres marxaven, Nurmi va córrer totes les distàncies amb un rifle a l'espatlla i una motxilla plena de sorra. La tossuderia de Nurmi li va causar dificultats amb els seus sotsoficials, però va ser afavorit pels oficials superiors, malgrat la seva negativa a prestar el jurament militar fins i tot davant l'amenaça d'un tribunal marcial. Com que el comandant de la unitat Hugo Österman era un conegut aficionat als esports, Nurmi i uns quants atletes més van tenir temps lliure per practicar. Nurmi va improvisar nous mètodes d'entrenament a la caserna de l'exèrcit; va córrer darrere dels trens, agafant-se al para-xocs del darrere, per estirar el pas, i va utilitzar unes pesades botes militars revestides de ferro per enfortir les cames. Nurmi aviat va començar a marcar les millors marques personals i es va apropar a la selecció olímpica. El març de 1920 fou ascendit a caporal (alikersantti). El 29 de maig de 1920 va establir el seu primer rècord nacional en 3.000 m i va guanyar els 1.500 m i els 5.000 m a les proves olímpiques del juliol.
Nurmi va participar en els seus primers Jocs el 1920, a Anvers, ja que els de 1916 foren suspesos per la I Guerra Mundial. Fou inscrit a totes les proves de fons, excepte en la marató. Les tres victòries en els 10.000 metres i el cross individual i per equips, sumades a la medalla d'argent en els 5.000 metres, el convertiren en un dels reis dels Jocs. Va aconseguir la seva primera medalla en quedar segon davant del francès Joseph Guillemot en els 5000 m. Aquesta seria l'única vegada que Nurmi va perdre davant un corredor no finlandès als Jocs Olímpics. Va guanyar medalles d'or en les seves altres tres proves: els 10.000 m, superant a Guillemot a l'última corba i millorant la seva marca personal en més d'un minut, la cursa de fons, superant el suec Eric Backman, i el cross, esdeveniment per equips de país on va ajudar a Heikki Liimatainen i Teodor Koskenniemi a derrotar els equips britànic i suec. L'èxit de Nurmi va portar il·luminació elèctrica i aigua corrent per a la seva família a Turku.
Nurmi va guanyar molta fama després d'aquesta memorable actuació, però encara va engrandir-la més en dominar sense oposició les carreres de fons entre els Jocs de 1920 i 1924. L'estiu de 1921 arribaria la seva plusmarca mundial als 5.000, que va vindre acompanyada d'una sèrie d'ininterrompudes victòries en les curses de fons.

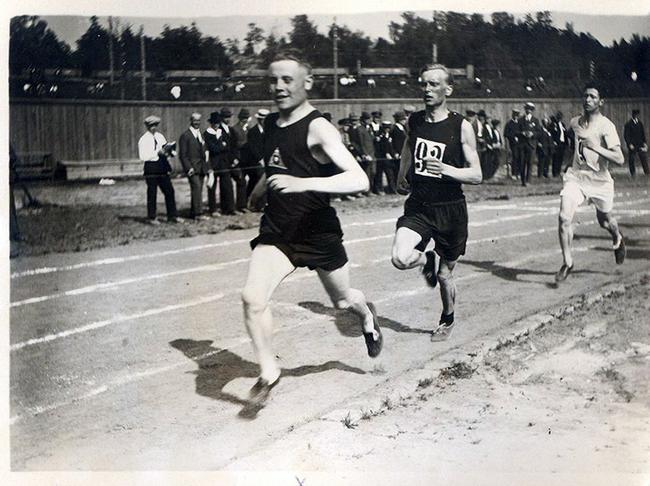
Nurmi a les proves olímpiques de 1920

Per als Jocs de París era ja tota una estrela que no va decebre els seus seguidors en les cinc proves on havia de participar. El 10 de juliol de 1924 Nurmi va guanyar les seves dues primeres finals, els 1.500 i els 5.000 metres, en menys d'una hora de diferència i batent tots dos rècords olímpics. De fet, va córrer almenys una cursa tots el dies entre el 8 i el 13 de juliol, quan es va penjar la cinquena medalla d'or als 3.000 metres per equips. Un dia abans va guanyar les altres dues, individual i per equips, en el cross.
El 1925 Nurmi, convertit en un dels millors atletes de tots els temps, va fer una gira de cinc mesos de duració pels Estats Units. Va competir en cinquanta-cinc curses contra uns quants dels seus millors rivals, com el compatriota però resident als Estats Units Ville Ritola. Nurmi guanyà cinquanta-tres de les competicions, es retirà en una i tan sols fou superat en la darrera per Alan Helffrich, un migfondista que es trobà més còmode en una cursa de 880 iardes. Nurmi va batre dotze rècords del món en pista coberta, però la IAAF no reconegué aquestes marques com diferents fins a la dècada dels 80. Amb el cross fora del programa olímpic, Nurmi tan sols participà en tres proves als Jocs d'Amsterdam. Fou derrotat per Ritola i Toivo Loukola als 5.000 i els 3.000 obstacles respectivament, però guanyà la novena medalla d'or en els 10.000.

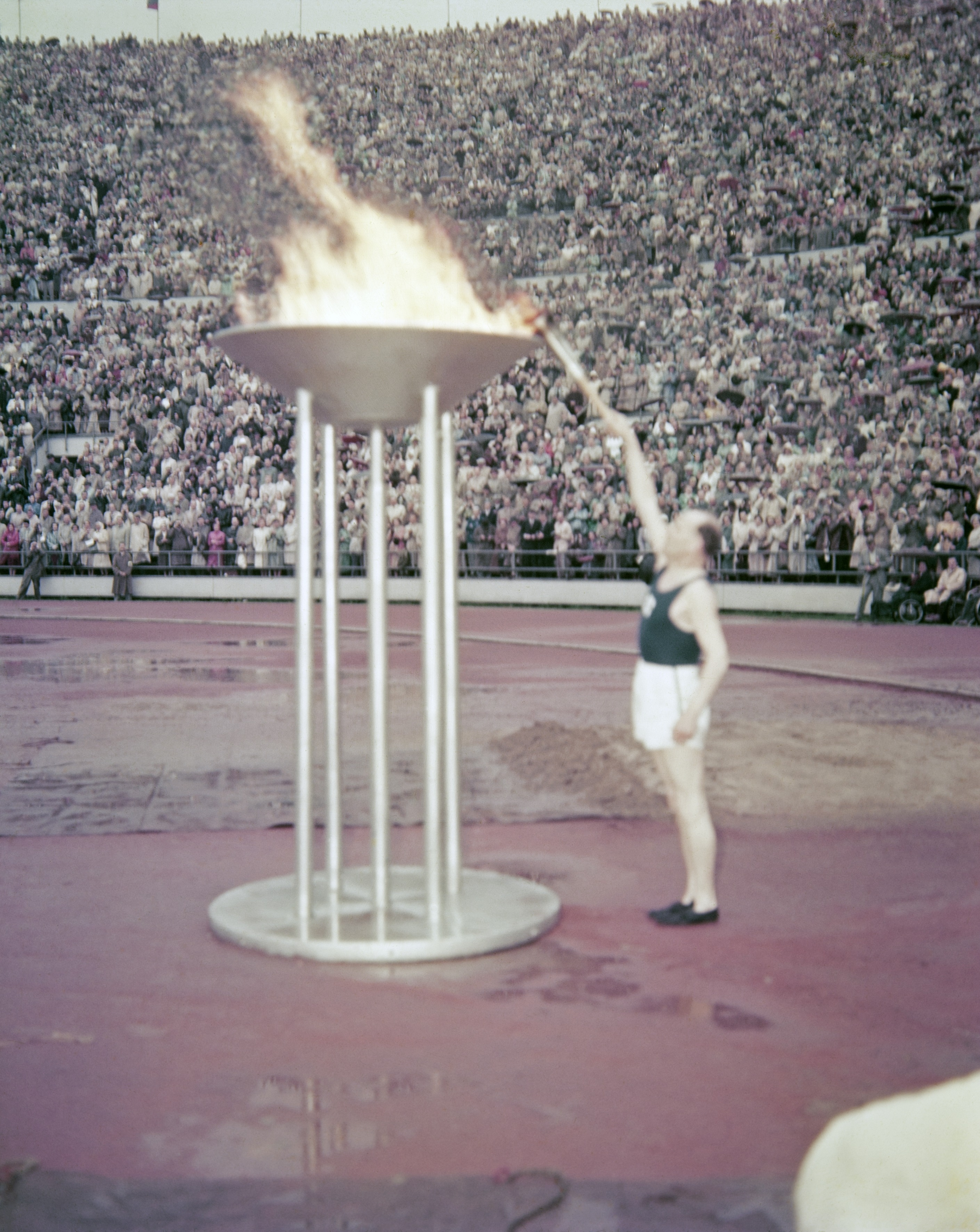
Paavo Nurmi encenent el peveter dels Jocs d'Helsinki 1952.

Al llarg dels anys següents es concentrà progressivament en les curses més extenses: en 1928 va fer la millor marca de tots els temps en els 15.000 metres i, dos anys després, va fer el mateix en els 20.000. El seu objectiu era guanyar la marató en els que serien els seus darrers Jocs: els de Los Angeles. Però al mateix 1932 va ser acusat de professionalisme en haver cobrat per un meeting a Helsinki dos anys abans. La suspensió cautelar li va permetre ser inscrit a les competicions olímpiques dels 10.000 metres i la marató, però finalment no pogué participar. Nurmi ja no va prendre part a cap altra competició internacional ni va fer cap altre rècord, retirant-se definitivament de l'atletisme en 1934.

### Vida després de l'esport
Un cop retirat de l'esport, Nurmi va ser un rostre terriblement popular a la societat finlandesa. Va rebre molts homenatges, se li van fer estàtues i uns quants carrers i complexos esportius reberen el seu nom. Per tal de guanyar-se la vida es convertí en home de negocis lligat al món immobiliari, on va aconseguir fer fortuna. Va seguir lligat ocasionalment al món de l'esport com a preparador d'atletes. Sí que va tornar a reaparèixer esportiva internacional quan fou l'encarregat de dur el darrer relleu de la torxa olímpica i encendre el peveter als Jocs d'Helsinki el 1952. Des de dos anys abans el seu cor va començar a ressentir-se d'un primer atac. Tot i això, Nurmi va viure més de dues dècades més fins que va morir a Helsinki després d'una llarga malaltia.

## Vida personal i imatge pública

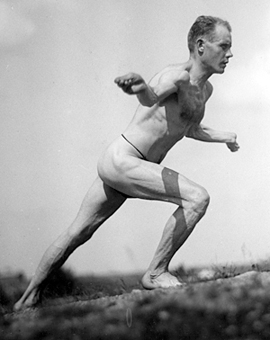
Nurmi en una postura calistenia

Nurmi es va casar amb la socialité Sylvi Laaksonen (1907–1968) de 1932 a 1935. Laaksonen, que no estava interessat en l'atletisme, es va oposar a que Nurmi criés el seu fill acabat de néixer Matti perquè fos corredor i va declarar a l'Associated Press el 1933: «La concentració en l'atletisme finalment em va obligar a anar al jutge per divorciar-me». Matti Nurmi sí que es va convertir en un corredor de fons, i més tard en un home de negocis fabricat a si mateix. La relació de Nurmi amb el seu fill es va definir com a incòmoda. Matti admirava el seu pare més com a empresari que com a esportista, i els dos mai van parlar de la seva carrera de corredor. Com a corredor, Matti va estar en el seu millor moment als 3000 m, on va igualar el temps del seu pare. A la famosa cursa de l'11 de juliol de 1957, quan els tres Olavis (Salsola, Salonen i Vuorisalo) van batre el rècord mundial dels 1500 m, Matti Nurmi va acabar un llunyà novè amb la seva marca personal, 2,2 segons més lent que el rècord mundial del seu pare de 1924. L'actriu de Hollywood Maila Nurmi, més coneguda com la icona de terror Vampira, sovint es coneixia com la neboda de Paavo Nurmi. Tanmateix, el parentiu no té el suport de documents oficials.
Nurmi va gaudir del massatge esportiu finlandès i de les tradicions de banyar-se en sauna, acreditant a la sauna finlandesa les seves actuacions durant l'onada de calor de París el 1924. Tenia una dieta versàtil, tot i que havia practicat el vegetarianisme entre els 15 i els 21 anys. Nurmi, que es va identificar com a neurastènic, era conegut per ser taciturn, de cara pedregosa i tossut. No es creia que tingués amics propers, però de tant en tant s'havia socialitzat i mostrava el seu sentit de l'humor sarcàstic entre els cercles reduïts que coneixia. Aclamat com la figura esportiva més gran del món en el seu moment àlgid, Nurmi era contrari a la publicitat i als mitjans de comunicació, va afirmar més tard en el seu 75è aniversari: «La fama i la reputació mundials valen menys que una alinga podrida». El periodista francès Gabriel Hanot va qüestionar l'enfocament intensiu de Nurmi als esports i va escriure el 1924 que Nurmi «és cada vegada més seriós, reservat, concentrat, pessimista, fanàtic. Hi ha tanta fredor en ell i el seu autocontrol és tan gran que mai per un moment mostra els seus sentiments». Alguns finlandesos contemporanis el van anomenar Suuri vaikenija (el gran silenciós), i Ron Clarke va assenyalar que la persona de Nurmi continuava sent un misteri fins i tot per als corredors i periodistes finlandesos: «Fins i tot per a ells, mai va ser real. enigmàtic, semblant a una esfinx, un déu en un núvol. Era com si estigués sempre fent un paper en un drama».
Nurmi va ser més sensible als seus companys esportistes que als mitjans. Va intercanviar idees amb el velocista Charley Paddock i fins i tot va entrenar amb el seu rival Otto Peltzer. Nurmi va dir a Peltzer que s'oblidés dels seus oponents: «Conquerir-se a tu mateix és el repte més gran d'un esportista». Nurmi era conegut per emfatitzar la importància de la força psicològica: «La ment ho és tot; múscul, trossos de goma. Tot el que sóc, ho sóc per la meva ment». Pel que fa a les travessies de la pista de Nurmi, Peltzer va trobar que «en la seva impenetrabilitat era un Buda planejant per la pista. Cronòmetre en mà, volta rere volta, va córrer cap a la cinta, subjecte només a les lleis d'una taula matemàtica». El maratonià Johnny Kelley, que va conèixer el seu ídol per primera vegada als Jocs Olímpics de 1936, va dir que, mentre que Nurmi li va semblar fred al principi, els dos van xerrar una bona estona després que Nurmi li hagués demanat el seu nom: «Em va agafar.—estava molt emocionat. No m'ho podia creure!».
La velocitat i la personalitat esquiva de Nurmi van donar lloc a malnoms com Phantom Finn, King of Runners i Peerless Paavo, mentre que la seva destresa matemàtica i l'ús d'un cronòmetre van portar la premsa a caracteritzar-lo com una màquina que corre. Un periodista va anomenar Nurmi un Frankenstein mecànic creat per aniquilar el temps. Phil Cousineau va assenyalar que «la seva pròpia innovació — la tàctica de caminar amb un cronòmetre — persones tant inspirades com preocupades en una època en què el robot s'estava convertint en un simbòlic de l'ésser humà modern sense ànima». Entre els rumors dels diaris populars sobre Nurmi hi havia que tenia un cor estrany amb un pols molt baix Durant el debat sobre la seva condició d'aficionat, es va fer broma a Nurmi per tenir el batec cardíac més baix i el preu més alt demanat de qualsevol esportista del món.

## Llegat

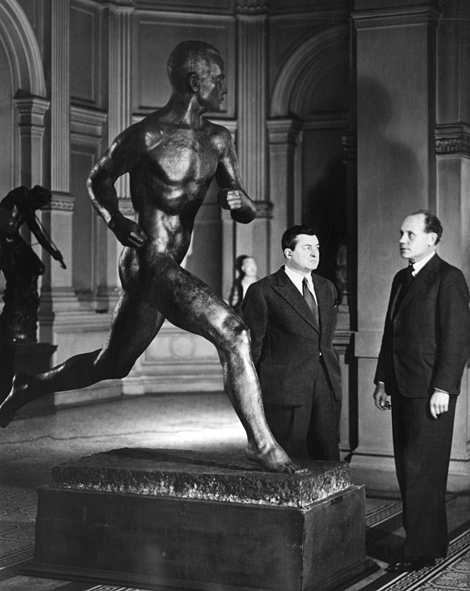
Wäinö Aaltonen i Paavo Nurmi amb l'estàtua de bronze d'Aaltonen de Nurmi al museu Ateneum a finals dels anys trenta

Nurmi va batre 22 rècords mundials oficials en distàncies entre 1500 m i 20 km. També en va establir molts més no oficials amb un total de 58. Els seus rècords mundials coberts eren tots no oficials, ja que la IAAF no va ratificar els rècords coberts fins a la dècada de 1980. El rècord de Nurmi per a la majoria de medalles d'or olímpiques va ser igualat per la gimnasta Larisa Latynina el 1964, el nedador Mark Spitz el 1972 i el seu company d'atletisme Carl Lewis el 1996, i el va batre el nedador Michael Phelps el 2008. El rècord de Nurmi amb la majoria de medalles als Jocs Olímpics es va mantenir fins que Edoardo Mangiarotti va guanyar la seva 13a medalla en esgrima el 1960. Time va seleccionar Nurmi com el millor olímpic de tots els temps l'any 1996, i la IAAF el va nomenar entre els dotze primers atletes a ser inclòs al Saló de la Fama de la IAAF el 2012.
Nurmi va introduir l'estratègia de ritme uniforme a la carrera, fent el mateix ritme amb un cronòmetre i repartint la seva energia de manera uniforme durant la carrera. Va raonar que «quan corres contra el temps, no has d'esprintar. Altres no poden aguantar el ritme si és constant i dur fins a la cinta». Archie Macpherson va afirmar que «amb el cronòmetre sempre a la mà, va elevar l'atletisme a un nou pla d'aplicació intel·ligent de l'esforç i va ser el presagi de l'atleta modern preparat científicament». Nurmi va ser considerat un pioner també pel que fa a la formació; va desenvolupar un programa d'entrenament sistemàtic durant tot l'any que incloïa tant treball de llarga distància com córrer a intervals. Peter Lovesey va escriure a The Kings of Distance: A Study of Five Great Runners que Nurmi «va accelerar el progrés dels rècords mundials; va desenvolupar i va arribar a personificar l'enfocament analític de la carrera; i va tenir una influència profunda no només a Finlàndia, sinó a tot arreu. el món de l'atletisme Nurmi, el seu estil, la seva tècnica i la seva tàctica es consideraven infal·libles, i realment ho semblava, ja que els successius imitadors a Finlàndia van anar millorant els rècords». Cordner Nelson, fundador de Track & Field News, va acreditar a Nurmi per popularitzar la carrera com a esport d'espectador: «La seva empremta al món de la pista va ser més gran que la de qualsevol home abans o després. Ell, més que qualsevol home, va elevar la pista a la glòria d'un esport important als ulls dels aficionats internacionals, i el van honrar com un dels veritablement grans atletes de tots els esports».

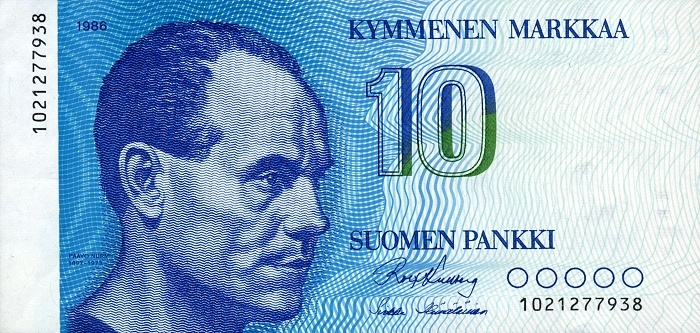
Nurmi al bitllet de deu marcs

Els èxits i els mètodes d'entrenament de Nurmi van inspirar les futures generacions d'estrelles de la pista. Emil Zátopek va cridar «Sóc Nurmi! Sóc Nurmi!» quan es va entrenar de petit, i va basar el seu sistema d'entrenament en el que va poder esbrinar sobre els mètodes de Nurmi. Lasse Virén idolatrava Nurmi i estava programat per conèixer-lo per primera vegada el dia que Nurmi va morir. Hicham El Guerrouj es va inspirar per convertir-se en corredor per poder repetir els èxits del gran home de qui parlava el seu avi. Es va convertir en el primer home després de Nurmi a guanyar els 1500 m i els 5000 m als mateixos Jocs. La influència de Nurmi es va estendre més enllà de l'arena olímpica. Als Jocs Olímpics de 1928, Kazimierz Wierzyński va guanyar la medalla d'or de la lírica amb el seu poema Olympic Laurel que incloïa un vers sobre Nurmi. El 1936, Ludwig Stubbendorf i el seu cavall Nurmi van guanyar les medalles d'or individuals i per equips en competició.
Una estàtua de bronze de Nurmi va ser esculpida per Wäinö Aaltonen el 1925. L'original es conserva al museu d'art Ateneum, però existeixen còpies foses del motlle original a Turku, a Jyväskylä, davant de l'Estadi Olímpic de Hèlsinki i al Museu Olímpic de Lausana, Suïssa. En una broma àmpliament divulgada pels estudiants de la Universitat Tecnològica de Hèlsinki, es va descobrir una còpia en miniatura de l'estàtua del naufragi de 300 anys d'antiguitat del vaixell de guerra suec Vasa quan es va treure del fons del mar el 1961. Les estàtues de Nurmi també van ser esculpides per Renée Sintenis el 1926 i per Carl Eldh, l'obra de 1937 del qual Löpare (Corredors) representa una batalla entre Nurmi i Edvin Wide. Boken om Nurmi (El llibre sobre Nurmi), publicat a Suècia el 1925, va ser el primer llibre biogràfic sobre un esportista finlandès. L'astrònom finlandès Yrjö Väisälä va anomenar l'asteroide del cinturó principal 1740 Paavo Nurmi en honor a Nurmi el 1939, mentre que Finnair va anomenar el seu primer DC-8 Paavo Nurmi el 1969. L'antic rival de Nurmi, Ville Ritola, va pujar a l'avió quan va tornar a Finlàndia el 1970.
La marató Paavo Nurmi, que se celebra anualment des de 1969, és la marató més antiga de Wisconsin i la segona més antiga del mig oest estatunidenc. A Finlàndia, una altra marató que porta el nom s'ha celebrat a la ciutat natal de Nurmi, Turku, des de 1992, juntament amb la competició d'atletisme Paavo Nurmi Games que es va iniciar el 1957. La Universitat de Finlandia, una universitat estatunidenca amb arrels finlandeses, va batejar el seu centre esportiu amb el nom de Nurmi. El Banc de Finlàndia va emetre un bitllet de deu marcs amb un retrat de Nurmi el 1987. Els altres projectes de llei revisats van honorar l'arquitecte Alvar Aalto, el compositor Jean Sibelius, el pensador de la Il·lustració Anders Chydenius i l'autor Elias Lönnrot, respectivament. El bitllet de Nurmi va ser substituït per un nou bitllet de 20 marcs amb Väinö Linna el 1993. El 1997, un estadi històric de Turku va ser rebatejat com a Estadi Paavo Nurmi. S'han establert vint rècords mundials a l'estadi, entre els quals hi ha el rècord de John Landy en els 1500 m i la milla, el rècord de Nurmi en els 3000 m i el rècord de Zátopek en els 10.000 m. A la ficció, Nurmi apareix a la novel·la Marathon Man de William Goldman de 1974 com l'ídol del protagonista, que pretén convertir-se en un corredor més gran que Nurmi. L'òpera sobre Nurmi, Paavo el Gran. Gran carrera. Gran Somni, escrit per Paavo Haavikko i compost per Tuomas Kantelinen, va debutar a l'Estadi Olímpic de Hèlsinki l'any 2000. En un episodi de 2005 dels Simpson, el Sr. Burns presumeix d'haver superat a Nurmi amb el seu cotxe antic. L'estudi NURMI, que té com a objectiu comparar el rendiment esportiu d'esportistes vegetarians i vegans amb aquells amb dietes omnívores, rep el seu nom en honor a Paavo Nurmi.

## Rècords del Món
- En pista:

- 1.500 m - 3:52.6 (Hèlsinki, 19 de juny de 1924)
- Milla - 4:10.4 (Estocolm, 23 d'agost de 1923)
- 2.000 m - 5:26.3 (Tampere, 4 de setembre de 1922) i 5:24.6 (Kuopio, 18 de juny de 1927)
- 3.000 m - 8:28.6 (Turku, 27 d'agost de 1922), 8:25.4 (Estocolm, 24 de maig de 1923) i 8:20.4 (Hèlsinki, 13 de juliol de 1926)
- 5.000 m - 14:35.4 (Estocolm, 12 de setembre de 1921) i 14:28.2(Hèlsinki, 19 de juny de 1924)
- 10.000 m - 30:40.2 (Estocolm, 22 de juny de 1921) i 30:06.2 (Kuopio, 31 d'agost de 1924)
- 20.000 m - 1h 04:38.8 (Berlín, 3 de setembre de 1930)
- 4 x 1.500 relleus - 16:26.2 (Estocolm, 12 de juliol de 1926) i 16:11.4 (Viipuri, 17 de juliol de 1926)
- Cursa d'una hora - 19.210 metres (Berlín, 7 d'octubre de 1928)

Distàncies no reconegudes per la IAAF:
- 2 Milles - 8:59.6 (Hèlsinki, 24 de juliol de 1931)
- 3 Milles - 14:11.2 (Estocolm, 24 d'agost de 1923)
- 4 Milles - 19:15.4 (Viipuri, 1 d'octubre de 1924)
- 5 Milles - 24:06.2 (Viipuri, 1 d'octubre de 1924)
- 6 Milles - 29:36.4 (Londres, 8 de juny de 1930)
- 15.000 m - 46:49.6 (Berlín, 7 d'octubre de 1928)
- 10 Milles - 50:14.0 (Berlín, 7 d'octubre de 1928)